# Puerilia melloleitaoi
Puerilia melloleitaoi is een hooiwagen uit de familie Cosmetidae.